# De Heest
De Heest is een monumentaal huis ten oosten van de Nederlandse stad Lochem, provincie Gelderland. Vaak wordt De Heest omschreven als een havezate, maar er zijn geen bewijzen dat het adellijke huis daadwerkelijk een havezate is geweest.

## Geschiedenis
Het goed De Heest bestond al in de 15e eeuw. Het was een horige katerstede, maar Wolter van Keppel maakte De Heest in 1449 vrij. In 1517 kocht Wolter de Rode van Heeckeren De Heest aan en drie jaar later werd het huidige huis gebouwd. In 1539 probeerden de eigenaren om De Hees tot havezate te laten verklaren, zonder succes. Desondanks noemde Johan de Rode van Heeckeren het huis toch gewoon een havezate.

### Uitspattingen
In 1649 trouwde Petronella van Heeckeren met Arnold van Apeldoorn. Hun dochter woonde vanaf 1666 op De Heest samen met haar oom kapitein Hendrik Joan van Apeldoorn en in 1683 zette zij het huis zelfs op zijn naam. Ook Hendrik noemde De Heest een adellijke havezate. Een familielid was het oneens met de gang van zaken en spande een rechtszaak aan, waarvan de afloop onbekend is. Het stel kwam in grote financiële problemen vanwege hun dure uitspattingen en zette in 1704 De Heest noodgedwongen te koop. Twee jaar later kwam Hendrik te overlijden.

### Verhuur
In 1720 kocht Hendrik Jacob van Nagell het huis aan. Via Clara Elisabeth, weduwe van Christiaan Karel van Lintelo, kwam De Heest vervolgens weer in handen van de familie Van Heeckeren, afkomstig van het nabijgelegen kasteel de Nettelhorst.
Overigens werd De Heest sinds 1720 niet meer door de eigenaren zelf bewoond, maar deden ze het huis in de verhuur. Een van deze huurders was Adolf van Hessen-Philippsthal-Barchfeld, die in 1768 het huis voor een periode van vier jaar huurde.

### Isadora Duncan
Van 1906 tot 1910 huurde Pim Noothoven van Goor het landhuis van de baron Van Heeckeren. In deze periode liet Noothoven het huis De Heest grootschalig verbouwen tot een luxe buitenverblijf. Noothoven had in 1907 een kortstondige relatie met de Amerikaanse danseres Isadora Duncan, hetgeen voor verhalen heeft gezorgd dat ook Duncan op De Heest zou hebben gewoond. Noothoven zou zelfs een deel van de verbouwing speciaal voor Duncan hebben gedaan.

### Verkoop
In 1937 verkocht de laatste telg uit de familie Van Heeckeren De Heest aan Johan de Mol van Otterloo en zijn vrouw Jacoba Wilhelmina Henriette Feith. Het huis is sindsdien in handen van hun nazaten.

### Bombardement
Op 19 november 1944 werd De Heest gebombardeerd door de Engelsen. De Duitsers hadden in het koetshuis namelijk een radiostation ondergebracht. De bom raakte echter niet het koetshuis maar kwam bij het huis terecht, dat hierdoor beschadigd werd en in brand geraakte. Met hulp van omwonenden uit Zwiep werd de brand geblust.

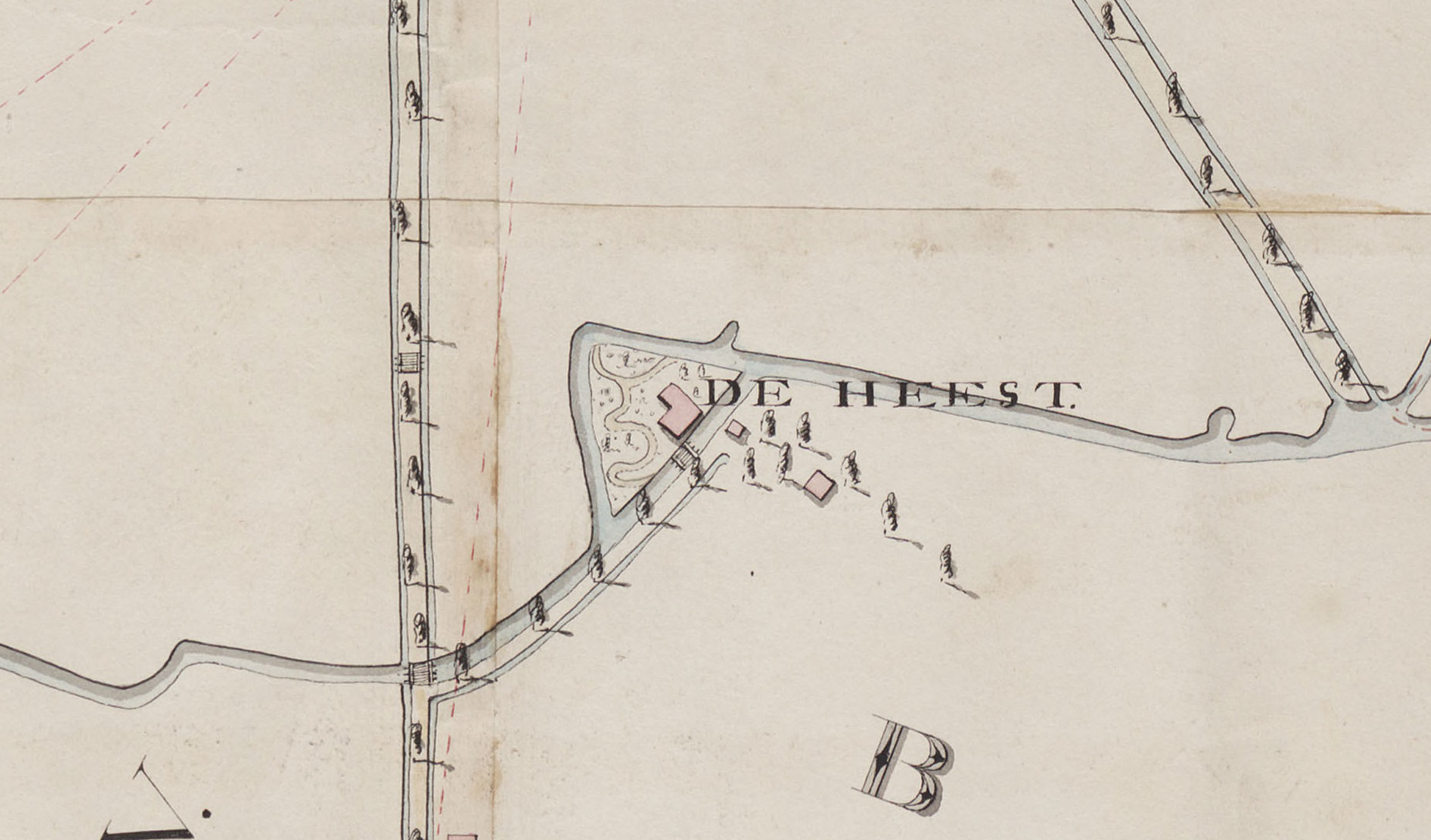
Kaart uit 1810-1811 met afbeelding van De Heest

## Beschrijving
Oorspronkelijk was De Hees een boerderij met herenkamer, waar de voormalige staldeuren in de westgevel nog aan herinneren. Door de diverse verbouwingen gold De Hees in 1823 als een buitenplaats. De grootschalige verbouwingen begin 20e eeuw vormden het huis om tot een landhuis in historiserende stijl.
Het hoofdgebouw heeft een L-vorm. De noordelijke vleugel heeft deels twee bouwlagen en is samen met het aansluitende deel van de zuidelijke vleugel rond 1520 gebouwd. De overige eenlaagse bouwdelen dateren uit eind 17e of begin 18e eeuw. Er volgden verbouwingen in de 19e eeuw.
De verbouwingen die Pim Noothoven van Goor in de jaren 1906-1908 liet uitvoeren gaven De Heest een Oud-Hollands aanzien. Het huis werd door architect J. Olthoff in romantische stijl gerestaureerd, kreeg kalkzandstenen trapgevels en werd wit geschilderd. Er werd ook een toren toegevoegd maar die is door De Mol van Otterloo weer afgebroken.
In 1908 werd tevens het kalkzandstenen koetshuis met trapgevels gebouwd. Dit koetshuis bestaat uit twee haakse bouwdelen en telt twee bouwlagen.
Een van de hoeken van het huis is na de Tweede Wereldoorlog herbouwd wegens oorlogsschade.

### Omgeving
Rondom het huis ligt een park met oprijlaan. Het park is deels in Engelse landschapsstijl, maar bevat ook 20e-eeuwse elementen van tuinkunst. De Hees was oorspronkelijk omgeven door water: aan de noordzijde stroomde het riviertje de Berkel in een bocht om het huis, aan de zuidzijde was een gracht aanwezig. De Berkel is in de jaren 60 van de 20e eeuw verlegd. Van de gracht is nog een restant over en in 2000 is er weer een ophaalbrug overheen geplaatst.
Aalst · Aardenburg · Acquoy · Aerdt · Agistaldaburg · Ahof · Aldenhaag · Aller · Ambe · Ammersoyen · Ampsen · Andelst · Angeroyen · Appelburg · Appelse walburg · Appeltern · Arler · Baak · Babberich · Baer · Baerle · Bakerbosch · Balgoij · Barlham · Batenburg · Beek · Beerenclaauw · Bemmel · Bevervoorde · Bergh · Biljoen · Bingerden · Blankenborg (Laren) · Blankenborg · Blauwe Huis · Blokhuis (Ravenswaaij) · Boelenham · Boetselaersborg · Borculo · Boswaai · Brakel · Den Brakel · Den Bramel · Bredevoort · Broekhuizen · Bronkhorst · Bruchem · Bruinhorst · Brunsberg · Bulkestein · Bunswaard · Burcht van Tiel · Buren · De Buurse · Byland · Byvanck · Caetshage · Camphuysen · De Cannenburch · de Cloese · Coldenhove · Culemborg · Dedinckweerd · Delwijnen · Didam · Diepenbroek · Hof te Dieren · Huis Dijck · Dikke Tinne · Doddendaal · Dodewaard · Doornenburg · Doornik · Doorwerth · Dooyenburg · Dorth · Doseburg · Drakenburg · Dreumel · Druten · Duivelshuis · Eerbeek · De Ehze · Elburg · Eldrik · Emmerik · Engelenburg · Groot Engelenburg · Engelrode · Enghuizen · Enspijk · De Essenburgh · Essenpas · Est · Fokkinck · Gameren · Geerestein · Geldermalsen · De Gelderse Toren · Geldersweerd · Gellicum · Gendt · Gennepestein · Glindhorst · Goudenstein · ‘s-Grevenhoef · Groot Hell · Groenlo · Groesbeek · Huis te Groesbeek · Grunsfoort · Gulden Spijker · Hackfort · Hackforts Veenhuis · Hagen · Hagevoort · Hamerden · Hanepol · Harreveld · Harslo · Hassink · Het Haveke · Hedel · Heeckeren · De Heegh · Hees · De Heest · Hellouw · Hemmen · Hernen · Motte van Hernen · Heumen · Heusden · Hoekelum · Hoekenburg · De Hoeve · De Hof · Hof d'Ooy · Hof van Arkel · Huis het Holt · Holthuis · Het Holtslag · Ter Horst · Houberg · St. Hubertus · Huissen · Hulhuizen · Hulkestein · Hulsen · Hunneschans bij De Duno · Hunneschans bij Uddel · Jonker Bloo · 't Joppe · De Kamp · Karssenberg · Kemnade · Keppel · Kermestein · Kernhem · Kervel · Kiefskamp · De Kinkelenburg · Klein Enghuizen · Kleverburg · Kortenhoeve · Laag Helbergen · Lakenburg · Landfort · Langen · Latenstein · De Lathmer · Lathum · Ter Lede · Leegpoel · Leemcuyl · Leeuwen · Leeuwenbergh · Lensenburg · Lent · Leur · Leuvenum · Leyenburg · Lichtenvoorde · Lievenstein · Loenen · Loevestein · Loil · Loowaard · Luynhorst · Hof te Maasbommel · Magerhorst · Malburgen · Malderburcht · Malsen · Manhorst · Marhulsen · De Marsch · Marveld · Mathena · Maurik · Medel · Medestein · 't Medler · Meinerswijk · De Mellard · Mensink · Mergelp · Meteren · 't Meyerink · Middachten · Millingen · Mussenberg · Nagelhorst · Nederhagen · Nederhemert · Neerijnen · Huis Neerijnen · De Nesch · Nettelhorst · Nieuwe Blokhuis ·  Nijburg · Nijenbeek · Old Putten · Notenstein · Nye Huis · Olde Spijker · Oldenaller · Oldenhof (Driel) · Oldenhof (Heteren) · De Ooij · Oolde · Oud Oolde · Oosterhout · Ophemert · Opijnen · Oud Ampsen · Oude Blokhuis · Het Oude Loo · Oude Voorst · Oudenborch · Oud-Wisch · Huis te Overasselt · Overeng · Overhagen · Overlaar · 't Oye · Palmestein · De Parck · Persingen · Plekenpol · Ploen · Pluimenburg · Poederoijen · Poelwijck · Poelwijk · De Pol (Dreumel) · Huis de Poll (Huis te Gietelo) · De Poll (Huissen) · Pollenbering · Pollenstein · Puttenstein · Het Raasink · Ravenhorst · De Rees · Ressen · Reuversweerd · Reygersfoort · Rhijnestein · Huis Rijswijk · Rode Toren · Roode Wald · Rosande · Rosendael · Rossum · Rumpt · Ruurlo · Rijsselt · Schadewijk · Schaffelaar · Scherpenzeel · Schoonbroek · Schoonderbeek · Schoonenburg · Schuilenburg · Schuilkerke · Hof te Seelbeek · Sevenaer I · Sevenaer II · Sinderen (Oude IJsselstreek) · Sinderen (Voorst) · Slangenburg · Sleeburg · Slimsijp · De Snor · Soelen · Spaansweerd · Spaldorp · Spijk · Staverden · Sterkenburg · Swanepol · Tarthorst · Teisterbant (Kerk-Avezaath) · Teisterbant (Kerkdriel) · Ter Dicke · Tolhuis · Tolhuis (Tiel) · Tollenburg · Tongerlo · Toren van Wely · Tuil · Ubbergen · Uilenburg (Ewijk) · Uilenburg (Heteren) · Ulenpas · Ulft · Upladen · Valburg · Valkhofburcht · Valkhofpalts · Vanenburg · Varik · Hof te Varsseveld · 't Velde · Velhorst · Verwolde · Vierakker · De Voorst · Voorstonden · Vorden · Vosbergen · Vredenburg · Vredestein (Driel) · Vredestein (Ravenswaaij) · Vuren · Waardenburg · Waddestein · Wadenoijen · Waede · Wageningen · Walfort · 't Waliën · De Wardt · Watergoor · Watermeerwijk · Wayenstein (Huis te Herwijnen) · Well (Huis van Malsen) · Weijenrade · Westenburg · Westerholt · Weurt · De Wiersse · Wijenburg (Echteld) · De Wildenborch · De Wildt · Wilp · Wilperhorst · Winssen · Wisch · Wychen · Wolfswaard · Woolbeek · Yrst · IJzendoorn · Zeeland · Zilveren Spijker · Zuilichem · Zwaluwenburg · Zwanenburg (Heerde) · Zwanenburg (Megchelen)